# Rosalia inexpectata
Rosalia inexpectata là một loài bọ cánh cứng trong họ Cerambycidae.